# گرگ-تی‌آر-۳
گرگ-تی‌آر-۳ یک ستاره است که در صورت فلکی گرگ قرار دارد.